# Musée de la maison Carter de Saint George's
Le musée de la maison Carter est un musée situé à Saint George's, dans les Bermudes.

## Historique et description
Cette ferme bermudienne du XVIIe siècle, connue pour être l’une des plus anciennes maisons des Bermudes, a été construite par la famille de Christopher Carter, l’un des premiers habitants de l’île. Les expositions du musée sont consacrées à la chasse à la baleine, à la pêche, à l’agriculture et à d’autres aspects de la vie quotidienne à l'époque dans les Bermudes. Vous y trouverez des outils à main des années 1600, des chapeaux en palmetto créés par Martha Hayward (l'arrière-petite-fille de Carter) et l'ambre gris, un produit de la chasse à la baleine. Une hutte de colons reconstruite montre à quoi ressemblait la vie des premiers colons. Le musée se trouve sur l’île Saint David, près de l’aéroport international L.F. Wade. L'entrée est gratuite et il est ouvert quatre jours par semaine, les mardi, mercredi, jeudi et samedi.